# Le Châtellier (Orne)
Pour les articles homonymes, voir Le Châtellier.
Le Châtellier est une commune française, située dans le département de l'Orne en région Normandie, peuplée de 402 habitants.

## Géographie
Cette commune du Passais est aux confins du Bocage flérien, du Domfrontais et du pays d'Houlme, en Bocage normand. Son bourg est à 6 km au sud-ouest de Messei, à 9 km au sud de Flers, à 12 km au nord-est de Domfront et à 21 km au nord-ouest de La Ferté-Macé.
Le bourg se situe sur l'axe Flers-Domfront.
| La Chapelle-au-Moine   | La Chapelle-au-Moine, Messei   | Messei, Saint-André-de-Messei |
| Saint-Clair-de-Halouze | du Châtellier                  | Banvou                        |
| Saint-Bômer-les-Forges | Saint-Bômer-les-Forges, Banvou | Banvou                        |

### Hydrographie
La commune est située dans le bassin Loire-Bretagne. Elle est drainée par la Varenne, la Halouze et  et un autre petit cours d'eau,.
La Varenne, d'une longueur de 60 km, prend sa source dans la commune de Messei, à une altitude de 239 mètres, près du hameau de la Bédellerie, et se jette  dans la Mayenne à Ambrières-les-Vallées à une altitude de 94 mètres, après avoir traversé 17 communes. 

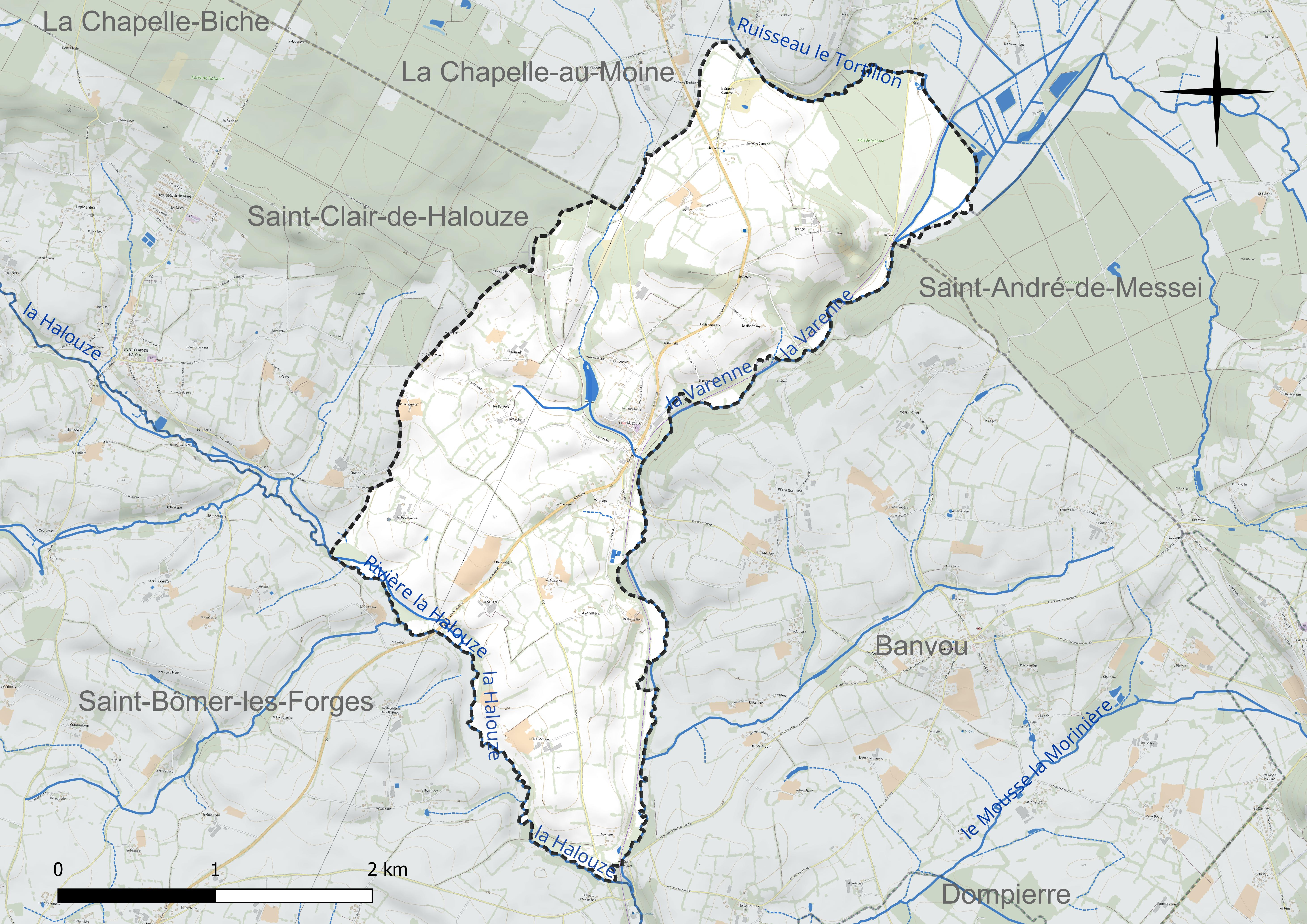
Réseau hydrographique du Châtellier.

La Halouze, d'une longueur de 15 km, prend sa source dans la commune de Tinchebray-Bocage et se jette  dans la Varenne à Saint-Bômer-les-Forges, après avoir traversé six communes. 

### Climat
Pour des articles plus généraux, voir Climat de la Normandie et Climat de l'Orne.
En 2010, le climat de la commune est de type climat océanique franc, selon une étude du CNRS s'appuyant sur une série de données couvrant la période 1971-2000. En 2020, Météo-France publie une typologie des climats de la France métropolitaine dans laquelle la commune est exposée à un climat océanique et est dans la région climatique Normandie (Cotentin, Orne), caractérisée par une pluviométrie relativement élevée (850 mm/a) et un été frais (15,5 °C) et venté. Parallèlement le GIEC normand, un groupe régional d’experts sur le climat, différencie quant à lui, dans une étude de 2020, trois grands types de climats pour la région Normandie, nuancés à une échelle plus fine par les facteurs géographiques locaux. La commune est, selon ce zonage, exposée à un « climat contrasté des collines », correspondant au Bocage normand, bien arrosé, voire très arrosé sur les reliefs les plus exposés au flux d’ouest, et frais en raison de l’altitude.
Pour la période 1971-2000, la température annuelle moyenne est de 10,1 °C, avec une amplitude thermique annuelle de 13,2 °C. Le cumul annuel moyen de précipitations est de 921 mm, avec 13,9 jours de précipitations en janvier et 7,9 jours en juillet. Pour la période 1991-2020, la température moyenne annuelle observée sur la station météorologique la plus proche, située sur la commune d'Athis-Val de Rouvre à 16 km à vol d'oiseau, est de 10,6 °C et le cumul annuel moyen de précipitations est de 944,7 mm,. Pour l'avenir, les paramètres climatiques de la commune estimés pour 2050 selon différents scénarios d’émission de gaz à effet de serre sont consultables sur un site dédié publié par Météo-France en novembre 2022.

## Urbanisme

### Typologie
Au 1er janvier 2024, Le Châtellier est catégorisée commune rurale à habitat dispersé, selon la nouvelle grille communale de densité à sept niveaux définie par l'Insee en 2022.
Elle est située hors unité urbaine. Par ailleurs la commune fait partie de l'aire d'attraction de Flers, dont elle est une commune de la couronne,. Cette aire, qui regroupe 38 communes, est catégorisée dans les aires de 50 000 à moins de 200 000 habitants,.

### Occupation des sols
L'occupation des sols de la commune, telle qu'elle ressort de la base de données européenne d’occupation biophysique des sols Corine Land Cover (CLC), est marquée par l'importance des territoires agricoles (84,8 % en 2018), en diminution par rapport à 1990 (86,3 %). La répartition détaillée en 2018 est la suivante : 
prairies (55,9 %), zones agricoles hétérogènes (25,3 %), forêts (10,8 %), milieux à végétation arbustive et/ou herbacée (3,9 %), terres arables (3,6 %), zones urbanisées (0,5 %). L'évolution de l’occupation des sols de la commune et de ses infrastructures peut être observée sur les différentes représentations cartographiques du territoire : la carte de Cassini (XVIIIe siècle), la carte d'état-major (1820-1866) et les cartes ou photos aériennes de l'IGN pour la période actuelle (1950 à aujourd'hui).

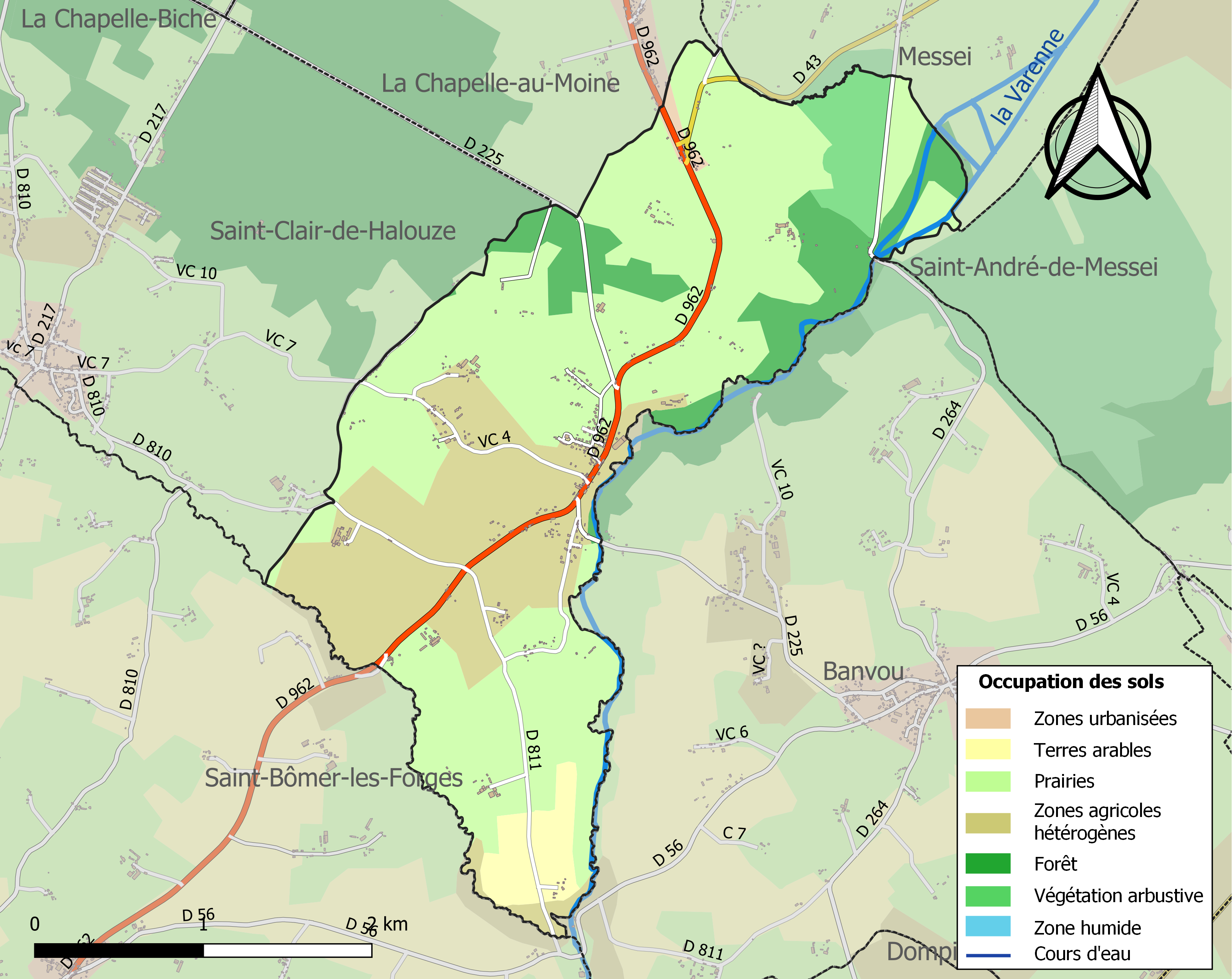
Carte des infrastructures et de l'occupation des sols de la commune en 2018 (CLC).

## Toponymie
Le nom de la localité est attesté sous les formes Castellers en 1199 et Castellarium au XVe siècle.
Les toponymes issus comme celui-ci de l'ancien français chastel/castel ont généralement pour origine une forteresse médiévale. Même origine que Le Catelier (Seine-Maritime).
Le gentilé est Castelliérain.

## Histoire

### Antiquité
Le Chatelier tirerait son nom d'un ancien castrum ou forteresse du Moyen Âge qui couronnait les rochers dominant le pays de Messei. Des fouilles ont permis d’y découvrir des haches de bronze, des monnaies romaines. Dans la vallée, au sud, le gué sur la Varenne correspond au passage de deux voies romaines : du Mans à Valognes et de Jublains à Vieux.

### Moyen Âge

#### Haut Moyen Âge
La chapelle Notre-Dame des Roches est, depuis le haut Moyen-Age, l’un des plus anciens lieux de pèlerinage .

#### Période de l'Empire Plantagenêt - Légende arthurienne
Selon la légende, le Roi Ban de Banoïc, père de Lancelot, avait deux châteaux : une forteresse militaire, poste d’observation, et une résidence imprenable au milieu des marécages. Cette forteresse pourrait être celle du Châtellier; et la résidence, une ancienne villa mérovingienne à l'origine du Vieux-Banvou .

## Politique et administration
| Période                                  | Période   | Identité            | Étiquette | Qualité                     |
| ---------------------------------------- | --------- | ------------------- | --------- | --------------------------- |
| avant 1988                               | ?         | Daniel Guicheteau   |           |                             |
| juin 1995                                | mars 2001 | Pierre Doffenies    | SE        | Acheteur                    |
| mars 2001                                | mars 2008 | Jocelyne Lecrosnier | SE        | Institutrice                |
| mars 2008                                | En cours  | Didier Langlin      | SE        | Agent technique de clinique |
| Les données manquantes sont à compléter. |           |                     |           |                             |

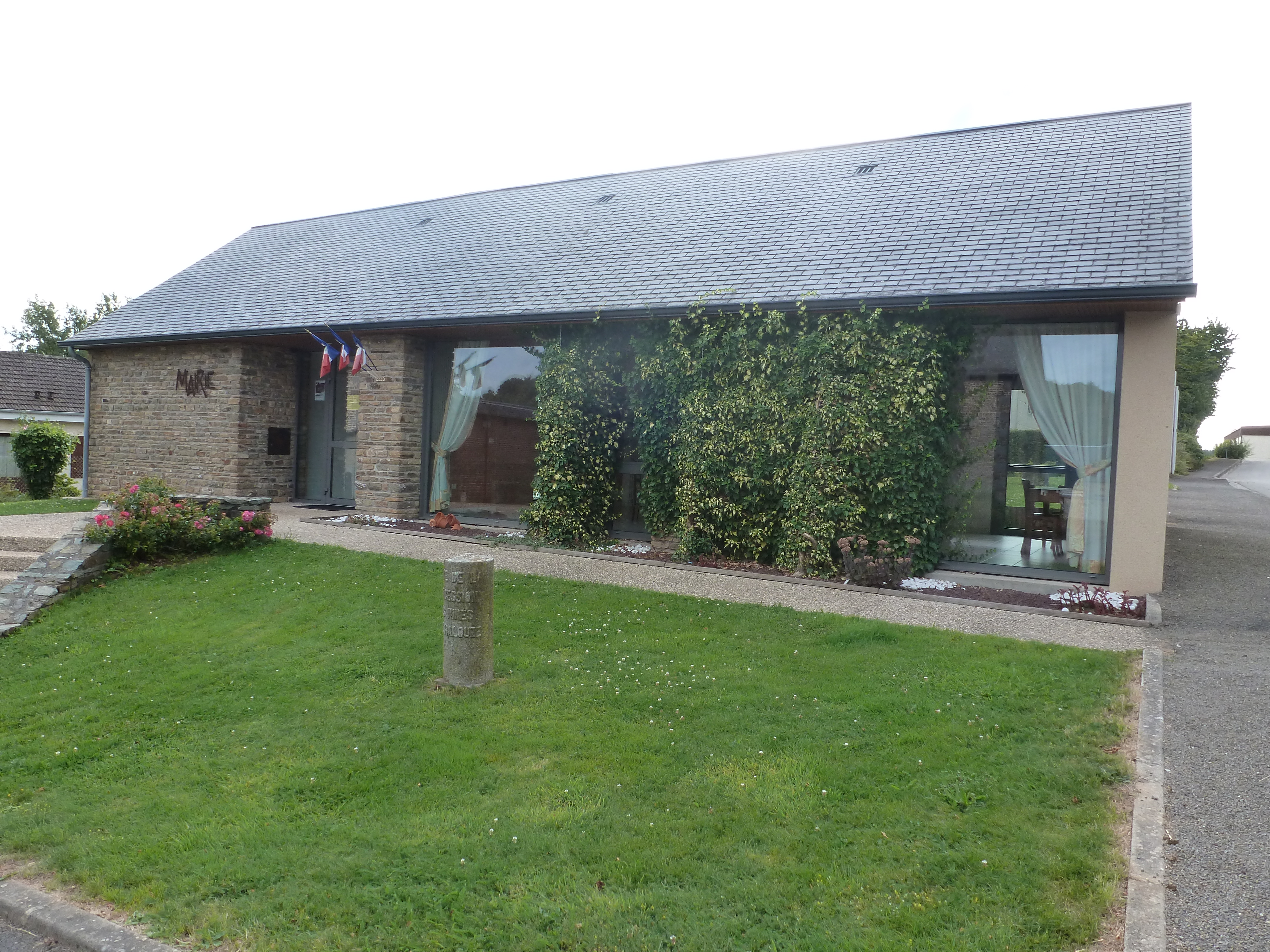
La mairie.

Le conseil municipal est composé de onze membres dont le maire et deux adjoints.

## Démographie
L'évolution du nombre d'habitants est connue à travers les recensements de la population effectués dans la commune depuis 1793. Pour les communes de moins de 10 000 habitants, une enquête de recensement portant sur toute la population est réalisée tous les cinq ans, les populations de référence des années intermédiaires étant quant à elles estimées par interpolation ou extrapolation. Pour la commune, le premier recensement exhaustif entrant dans le cadre du nouveau dispositif a été réalisé en 2006.
En 2022, la commune comptait 402 habitants, en évolution de −3,83 % par rapport à 2016 (Orne : −3,21 %, France hors Mayotte : +2,11 %).Le Châtellier a compté jusqu'à 517 habitants en 1911.
| 1793 | 1800 | 1806 | 1821 | 1831 | 1836 | 1841 | 1846 | 1851 |
| ---- | ---- | ---- | ---- | ---- | ---- | ---- | ---- | ---- |
| 314  | 237  | 368  | 352  | 378  | 413  | 436  | 471  | 484  |

| 1856 | 1861 | 1866 | 1872 | 1876 | 1881 | 1886 | 1891 | 1896 |
| ---- | ---- | ---- | ---- | ---- | ---- | ---- | ---- | ---- |
| 487  | 495  | 459  | 444  | 419  | 409  | 409  | 407  | 392  |

| 1901 | 1906 | 1911 | 1921 | 1926 | 1931 | 1936 | 1946 | 1954 |
| ---- | ---- | ---- | ---- | ---- | ---- | ---- | ---- | ---- |
| 376  | 420  | 517  | 454  | 491  | 447  | 409  | 365  | 385  |

| 1962 | 1968 | 1975 | 1982 | 1990 | 1999 | 2006 | 2011 | 2016 |
| ---- | ---- | ---- | ---- | ---- | ---- | ---- | ---- | ---- |
| 390  | 356  | 331  | 356  | 349  | 343  | 373  | 408  | 418  |

| 2021 | 2022 | - | - | - | - | - | - | - |
| ---- | ---- | - | - | - | - | - | - | - |
| 403  | 402  | - | - | - | - | - | - | - |

## Lieux et monuments
- Église Notre-Dame-d'Assomption, en pierre, refaite au XIXe siècle Elle est en forme de croix et est munie d'un petit clocher sur le pignon de la nef.
- Vieille croix de l'ancien cimetière, près de l'église. Cette croix (XIIIe siècle ?), représentée par une estampe de Jean-Victor Schnetz (1787-1870) (probablement au musée de Flers) a été démontée et mise en lieu sûr en 1996 par le maire de l'époque, pour assurer la sécurité des pèlerins de la chapelle des Roches.
- Chapelle des Roches, lieu réputé être le plus ancien lieu de pèlerinage de l'Orne, au mois de mai.
- Moulin Rouge, sur la Halouze[31].
- Cité minière Lebardier, construite en 1908[32].
- Château de la Châtellière, ayant appartenu à la famille de Marseille[33].

## Activité et manifestation

### Sport
L'Avenir du Châtellier fait évoluer une équipe de football en division de district.

## Héraldique
| Blason de Le Châtellier | Blason  | D'azur à deux cotices ondées et abaissées d'argent, accompagnées en chef d'une rose de jardin tigée et feuillée de deux pièces du même posée en bande; à la bordure crénelée d'or; au franc-quartier de gueules chargé de deux léopards d'or, armés et lampassés d'azur. |
| Blason de Le Châtellier | Détails | Les léopards d'or sur champ de gueules rappellent les armes de la Normandie. Armoiries réalisées par Jean-François Binon et adoptées le 22 janvier 2006. |